# Clavija jelskii
Clavija jelskii är en viveväxtart som beskrevs av Szyszyl. Clavija jelskii ingår i släktet Clavija och familjen viveväxter. Inga underarter finns listade i Catalogue of Life.